# Mały (Gorgany)
Mały – (1516 m n.p.m.) szczyt w paśmie Arszycy, w północnej części Gorganów, które są częścią Beskidów Wschodnich. Jest to jeden z dwóch ostatnich szczytów znajdujących się w 11−kilometrowym paśmie wierzchołków rozciągających się na południowy wschód od Gorganu Ilemskiego (1586 m n.p.m.).